# Zirkuläre Frage
Eine zirkuläre Frage (auch: triadische Frage) ist eine Technik, die in der Systemischen Therapie bzw. Systemische Beratung verwendet wird.
Diese Technik besteht darin, die Gefühle und Reaktionen, die eine Person A infolge des Verhaltens von B entwickelt, nicht direkt von Person A zu erfragen, sondern von einer dritten Person C. Beispiel: „Sag mal Hans, was glaubst du, was deine Mutter fühlt, wenn sie deinen Vater so weinen sieht?“.
Hierbei gilt es zu beachten, dass die Fragen zugleich Hypothesen enthalten können bzw. den Kommunikationsraum und den Bereich der Möglichkeitskonstruktion innerhalb eines Systems beeinflussen und im günstigsten Fall konstruktiv erweitern.
Im oben genannten Beispiel setzt die Frage voraus, dass es hier etwas Wahrnehmbares aus dem Bereich der Emotionen gibt und Hans die kommunikative Fähigkeit zugeschrieben wird, seine Wahrnehmung darzustellen. Sollte Hans also noch nie über Gefühle innerhalb dieses Systems gesprochen haben, hätte er heute die erste Gelegenheit dazu und würde den Spielraum der möglichen Kommunikation innerhalb des Systems ausdehnen.

## Anwendung im Coaching und in Beratungssituationen
Zirkuläres Denken unterscheidet sich vom linear kausalen Denken, das auf nachvollziehbare Ursachen-Wirkungsbeziehungen abzielt. Zirkulär fragen heißt „um die Ecke fragen“. Z. B. durch Einführung einer Außenperspektive: „Was glauben Sie, denken unsere Kunden über unsere Abteilung?“